# Paál Erzsi
Paál Erzsi, született: Polacsek Erzsébet, külföldön: Ersi Pond (Lugos, 1912. november 19. – Róma, 1973. június 24.) magyar színésznő.

## Életútja
Apja ügyvéd volt Budapesten a Terézvárosban. Paál Erzsi az Országos Színészegyesület színiiskolájába járt, ahol 1930-ban diplomázott. Még hallgatóként fellépett az Andrássy úti Színházban, tehetsége már itt megmutatkozott. 1930-31-ben az Andrássy, 1931–33-ban pedig a Király Színház tagja volt. Szerepelt a Fővárosi Operettszínházban is, s 1932-ben mint vendég Bécsben is fellépett.
1933-ban öt évre Olaszországba szerződött. Sikerrel játszott Rómában a Teatro Elisio-ban, valamint a milánói Odeon Színházban. 1935-ben stagione-társulatot hozott létre. Olaszországban „La stella ungherese” (A magyar csillag) névvel illették. 1956 után Bartha János színész felesége volt, aki szintén Olaszországba emigrált.

## Filmszerepei
- Vica, a vadevezős (1933) – Vica
- Ida regénye (1934) – Szerelemvölgyi Ella szubrett